# ¿Verdad o pesadilla?
Verdad o Pesadilla (en inglés Truth or Scare) fue un programa de televisión creado en el año 2000 y originalmente emitido desde 2001 hasta 2003 por el canal de niños Discovery Kids.
El programa era presentado por Michelle Trachtenberg con un estilo similar a Maila Nurmi y Cassandra Peterson. 
Discovery Kids Latinoamérica transmitió los episodios los fines de semana, acompañando a series como Archivo Zack (The Zack Files) y El Club del Misterio (Screech Owls) durante el 2001 y 2002.
Cada episodio tenía como duración media hora en donde se mostraban las historias de miedo más populares de Europa de todos los tiempos narrados por la joven Michelle Trachtenberg (la actriz que encarna a Dawn, la hermana menor de Buffy, la cazadora de vampiros). En Canadá y Estados Unidos se transmitió junto al programa Mystery Hunters.

## Lista de episodios
- Los títulos corresponden a la versión vista en Latinoamérica
- 1. Fantasmas en los castillos de Inglaterra
- 2. El hombre Drácula
- 3. Hombre lobo: mito y ciencia
- 4. La maldición de Tutankamón
- 5. Fantasmas en los castillos de Irlanda
- 6. Cazafantasmas
- 7. Extraterrestres sobre Phoenix
- 8. Casas Embrujadas de los Estados Unidos
- 9. Fantasmas en los castillos de Escocia
- 10. Pie Grande
- 11. Visitantes de la noche
- 12. La Ciencia Psíquica
- 13. Fantasmas de los castillos de Gales
- 14. La verdadera historia de Halloween
- 15. Guaridas en Hollywood
- 16. Hoteles encantados
- 17. Asustar
- 18. Brujas reales
- 19. El monstruo del lago Ness
- 20. El triángulo de las Bermudas
- 21. Roswell y Área 51
- 22. Círculos en los campos de siembra